# Leča (optika)
Léča je optični element, ki prepušča in lomi svetlobo, pri tem pa žarek svetlobe zbere ali razprši.

## Vrste
Večina optičnih leč ima krogelno površino. To pomeni, da njeno površino sestavljata dve površini, ki sta krogelna izseka. Pri tem je optična os leče pravokotna na obe površini. Ena izmed površin je lahko tudi ravna (planarna). Vrsta leč, ki je na obeh straneh ukrivljena, imenujemo meniskus leče. Te vrste leč se lahko tanjšajo od središča proti zunanjemu robu - nastanejo iz plankonveksne leče (pozitivni meniskus) ali pa se debelijo od središča proti zunanjemu robu - nastanejo iz plankonkavne leče (negativni meniskus).

### Zbiralna (konveksna) leča
Kadar sta obe površini leče izbočeni (konveksni), imamo bikonveksno lečo. Takšni leči običajno poenostavljeno pravimo kar konveksna leča. Lahko je ena stran ravna površina. V tem primeru pa dobimo plankonveksno lečo.
|  |  |

### Razpršilna (konkavna) leča
Kadar pa sta obe površini vbočeni (konkavni), imamo bikonkavno lečo. Takšni leči pa poenostavljeno pravimo kar konkavna leča. Lahko je ena stran ravna površina. V tem primeru pa dobimo plankonkavno lečo.
|  |  |

### Navidezna in realna slika
Pri leči lahko nastane navidezna ali realna slika.
Realno sliko lahko ulovimo na zaslon, ki ga postavimo na mesto nastanka slike. Navidezne slike ne moremo uloviti na zaslon.
Razen tega je slika lahko še pokončna ali obrnjena.

## Konstrukcija slike

### Zbiralna (konveksna) leča
Nastane obrnjena realna slika.
Kadar je predmet v gorišču, nastane slika v neskončnosti. Če pa je predmet med goriščem in lečo, dobimo navidezno pokončno sliko.

### Razpršilna (konkavna) leča
Nastane pokončna navidezna slika.

## Izračun goriščne razdalje
Goriščno razdaljo {\displaystyle f\!} izračunamo po naslednjem obrazcu:
{\displaystyle {\frac {1}{f}}=(n-1)\left[{\frac {1}{R_{1}}}-{\frac {1}{R_{2}}}+{\frac {(n-1)d}{nR_{1}R_{2}}}\right]\!}
kjer je
{\displaystyle f\!} goriščna razdalja leče,
{\displaystyle n\!} je lomni količnik snovi iz katere je leča,
{\displaystyle R_{1}\!} je polmer krivulje, ki predstavlja površino leče na tistem delu, ki je bližje viru svetlobe,
{\displaystyle R_{2}\!} je polmer krivulje, ki predstavlja površino leče na tistem delu, ki je bolj oddaljen od vira svetlobe,
{\displaystyle d\!} debelina leče (razdalja med dvema točkama, kjer površina leče seka optično os).
Če označimo razdaljo med lečo in predmetom s {\displaystyle S_{1}\!} ter razdaljo med sliko in lečo s {\displaystyle S_{2}\!} lahko zapišemo tudi:
{\displaystyle {\frac {1}{S_{1}}}+{\frac {1}{S_{2}}}={\frac {1}{f}}\!}.
To pomeni, da ima vsaka leča v resnici dve gorišči. Prvo pripada vrednosti {\displaystyle S_{1}=-\infty \!}, drugo pa {\displaystyle S_{2}=+\infty \!}.

To lahko zapišemo tudi v naslednji obliki:
{\displaystyle x_{1}x_{2}=f^{2},\!} .
kjer je
- {\displaystyle x_{1}=S_{1}-f\!}
- {\displaystyle x_{2}=S_{2}-f\!}

Kadar je {\displaystyle d\!} majhen (tanke leče) velja
{\displaystyle {\frac {1}{f}}\approx \left(n-1\right)\left[{\frac {1}{R_{1}}}+{\frac {1}{R_{2}}}\right].} 
Predznak vrednosti {\displaystyle R_{1}\!} in {\displaystyle R_{2}\!} je po dogovoru pri konveksnih površinah pozitiven, pri konkavnih pa negativen. Za zadnjo stran površine leče je obratno. Kadar je površina ravna, je {\displaystyle R\!} neskončen. Predznak določa samo oblika površine leče, ni pa odvosen od smeri v kateri svetloba potuje skozi lečo. 

## Leča v poljubnem sredstvu
Leča se lahko nahaja tudi v sredstvu, ki ni zrak (npr. v vodi). V tem primeru je njena goriščna razdalja enaka :
{\displaystyle {\frac {1}{f}}={\frac {n_{2}-n_{1}}{n_{1}}}\left({\frac {1}{R_{1}}}+{\frac {1}{R_{2}}}\right)+{\frac {(n_{2}-n_{1})^{2}d}{n_{2}R_{1}R_{2}}}}
kjer je
- {\displaystyle n_{1}\!} lomni količnik sredstva, ki lečo obdaja (zrak ima lomni količnik {\displaystyle n_{1}=1\!})
- {\displaystyle n_{2}\!} lomni količnik sredstva iz katerega je leča
- {\displaystyle d\!} je debelina leče

Za tanke leče (majhen {\displaystyle d\!}) postane ta obrazec enak:
{\displaystyle {\frac {1}{f}}={\frac {n_{2}-n_{1}}{n_{1}}}\left({\frac {1}{R_{1}}}+{\frac {1}{R_{2}}}\right)}.
Kadar je {\displaystyle n_{2}>n_{1}\!} so zbirne bikonveksne, plankonveksne in meniskus pozitivne leče (tanjšajo se od središča proti zunanjemu robu). V tem primeru so razpršilne leče bikonkavne, plankonkavne in meniskus negativne leče (debelijo se od središča pri zunanjemu robu).
Kadar pa je {\displaystyle n_{2}<n_{1}\!} je obratno.

## Povečava
Povečava (razmerje med navidezno velikostjo predmeta in njegovo sliko) leče je 
{\displaystyle M=-{\frac {S_{2}}{S_{1}}}={\frac {f}{f-S_{1}}}\!} .
Kadar je {\displaystyle |M|>1\!}, je slika večja od navidezne velikosti predmeta. Za realne slike je {\displaystyle M\!} negativen in slika je obrnjena. Za navidezne slike je {\displaystyle M\!} pozitiven in slika ni obrnjena.
V primeru, da je predmet v neskončnosti ali {\displaystyle S_{1}=\infty \!}, je {\displaystyle S_{2}=f\!} in povečava je {\displaystyle M=0\!}. To pomeni, da se vpadni žarki zberejo v eni točki (gorišču), kar je v resnici samo teoretična predpostavka. 

## Napake
Leče niso idealni elementi. Slike, ki jih leče dajejo, imajo večje ali manjše optične napake, ki so lahko povezane s spremembami barve ali samo s popačenjem slike. Najbolj so znane:
- sferna aberacija
- kromatična aberacija
- koma
- astigmatizem

## Sestavljene leče
Leče sestavljamo iz več leč zato, da bi preprečili nastanek nekaterih napak. Na ta način dobimo sestavljene leče, ki so sestavljene iz različnih enostavnih oblik leč. Tako dobimo na primer akromatske leče.
Kadar je leča sestavljena iz dveh leč, ki imata goriščne razdalje enake {\displaystyle f_{1}\!} in {\displaystyle f_{2}\!}, dobimo lečo, ki ima goriščno razdaljo enako
{\displaystyle {\frac {1}{f}}={\frac {1}{f_{1}}}+{\frac {1}{f_{2}}}.}.
Kadar sta dve leči na zraku ločeni za razdaljo {\displaystyle d\!}, dobimo lečo z goriščno razdaljo  {\displaystyle f\!} po obrazcu
{\displaystyle {\frac {1}{f}}={\frac {1}{f_{1}}}+{\frac {1}{f_{2}}}-{\frac {d}{f_{1}f_{2}}}.}

## Zgodovina
Najstarejši artefakt leče je nimrudska leča iz kamene strele, ki je stara več kot tri tisoč let, in izhaja iz starodavne Asirije. David Brewster je predlagal, da so jo morda uporabljali kot povečevalno steklo, ali pa kot pripomoček pri zažiganju s pomočjo sončne svetlobe. Asirski rokodelci so izdelali zapletene gravure in so lahko pri svojem delu uporabljali takšne leče. Drug zgodnji vir na povečavo izhaja iz starodavnih egipčanskih hieroglifov iz 8. stoletja pr. n. št., ki upodabljajo »preproste steklene meniskalne leče.«